# عزالدين الهذباني
عز الدين الهذباني (620 هـ– 700 هـ/ 1223 – 1301 م)، مؤرخ ولد بمدينة أربيل.

## قبيلة الهذياني
وقبيلة هَذْباني قبيلة كردية، ذكرها المؤرخون في معرض حديثهم عن نسب الأسرة الأيوبية؛ فذكروا أنها تنتسب إلى عشيرة رَوادي الكردية، وهذه العشيرة بطـن من قبيلة هَذْباني القاطنة في منطقة دوين في أرمينيا الحالية، وذكر المؤرخ محمد أمين زكي أن قسماً كبيراً من قبيلة هذباني كان يسكن في منطقة أربيل في القرن الخامس الهجري واسسوا امارة هناك. وبما أن الأسرة الأيوبية كانت تقيم في مناطق أرمينيا، وبما أنها كانت مقرّبة من الحكومة الشدادية الكردية (340 - 465 هـ) التي كانت تبسط نفوذها على مناطق من أذربيجان وأرمينيا، قبل أن يقضي عليها السلاجقة، فهذا يعني أن قبيلة هذباني كانت تتوزع على أجزاء كبيرة من كردستان، تمتد من المناطق الكردية في أذربيجان وأرمينيا شمالاً إلى منطقة أربيل جنوباً.

## عصره علمياً
توجّه الأمير عز الدين إلى الشام شاباً، وشارك في الحياة العلمية بها، فذكر الصفدي في (الوافي بالوفيات، ج 5، ص 170) أنه كان جيد المشاركة في التاريخ والأدب وعلم الكلام، وأنه جالس العزّ الضرير، وروى عنه كثيراً من شعره، وكانت بينهما صحبة، لأنهما من بلد واحد هو إربيل، وأنه لازم العز الضرير يوم وفاته، والعز الضرير هذا هو فيلسوف كردي، اسمه الحسن بن محمد بن أحمد بن نجا الإربلي، ولد سنة (586 هـ) في نصيبين، وكان بارعاً في الأدب والعربية، ورأساً في علوم الأوائل، توفي سنة (660 هـ)، ودفن بسفح جبل قاسيون في دمشق. 
وظن بعض الدارسين أن ابن أبي الهيجاء كان شيعياً، مستدلاً على ذلك بملازمته للعز الضرير الذي كان من الشيعة حسبما أُشيع عنه، واستدلوا على تشيّع ابن أبي الهيجاء أنه كان ينعت الخلفاء الفاطميين بلقب الإماl فوصفوه بأنه كان مشكور السيرة حسن المحاضرة.
وكان عصر ابن أبي الهيجاء عصر نشاط علمي وفكري، كثر فيه العلماء، إلى جانب الإنتاج العلمي وصحيح أن المماليك الأتراك قضوا على دولة أسيادهم الأيوبيين سنة (648 هـ / 1250 م)، إلا أن الإنجازات العلمية الأيوبية ظلت تفعل فعلها بعد زوال دولتهم بزمن طويل، إنهم كانوا قد أسسوا كثيراً من مراكز العلم، وبذلوا الاهتمام بالعلم وطلبته، واقتنوا الكتب، وأنشؤوا المكتبات، فكانت المكتبة التابعة للمدرسة الكاملية (أنشأها الملك الكامل الأيوبي سنة 621 هـ) تحتوي على ما يقرب من مئة ألف كتاب.
وبرز في عصر ابن أبي الهيجاء كثير من العلماء في مختلف المجالات، نذكر منهم: ابن العديم (ت 660 هـ) صاحب (بغية الطلب في تاريخ حلب)، و (زُبْدة الحلَب من تاريخ حلب)، وأبو شامة (ت 665 هـ) صاحب (كتاب الروضتين في أخبار الدولتين النورية والصلاحية)، وابن أبي أُصَيْبِعة (ت 668 هـ) صاحب (عيون الأنباء في طبقات الأطباء)، وابن خَلِّكان (ت 681 هـ) صاحب (وَفَيات الأعيان وأنباء أبناء الزمان)، وجمال الدين ابن واصل (ت 697 هـ) صاحب (مُفرِّج الكروب في أخبار بني أيوب)، وابن منظور المصري الإفريقي (ت 711 هـ) صاحب المعجم اللغوي الشهير (لسان العرب)، والعلامة شمس الدين الذَّهَبي (ت 748 هـ) صاحب (تذكرة الحفّاظ) و (ميزان الاعتدال في نقد الرجال).

## عصره سياسياً
ومن الأحداث السياسية الكبرى في زمن عاصر ابن أبي الهيجاء، سقوط الدولة الأيوبية: فقد استولى المماليك البحرية الأتراك على الدولة الأيوبية، وأسسوا الدولة المملوكية سنة (648 هـ / 1250 م)، وكان السلاطين الأيوبيون يجندون المماليك بسبب حروبهم الكثيرة والطويلة ضد الفرنجة، لكن السلطان الصالح نجم الدين أيوب (ت 647 هـ) أكثر من تجنيدهم، وأسكنهم جزيرة الروضة في نهر النيل، فسموا (المماليك البحرية)، وقدّمهم على الكرد، حتى إنه كان قد أبعد ولده الوحيد تَوْران شاه إلى حِصن كَيفا (حَسَنْكَيف) وديار بكر (آمِد)، وكانت هذه الخطوة من أخطائه الكبرى، إذ سرعان ما استغل المماليك مرض السلطان وحملة الملك الفرنسي لويس التاسع على مصر، فهيمنوا على مقاليد الأمور، وبعد وفاة السلطان تآمروا مع زوجته شجرة الدُّر وهي من جنسهم، على ولده السلطان توران شاه، فقتلوه غدراً، وأزالوا الدولة الأيوبية.
الهجوم المغولي: بعد أن وحّد جنگيزخان قبائل المغول والتتار في سهوب آسيا الوسطى، وشكّل قوة حربية ضاربة شرسة ومنضبطة، قضى على الدولة الخُوارزمية الشيعية الهوى، بموافقة من الخليفة العباسي السنّي الناصر لدين الله (ت 622 هـ)، ثم اندفع المغول غرباً بقيادة هولاكو حفيد جنگيزخان، فاجتاحوا إيران وأذربيجان وكردستان، واحتلوا بغداد سنة (656 هـ / 1258 م)، ثم توغّلوا في بلاد الشام سنة (658 هـ)، فهزمهم المماليك بقيادة قُطْز في معركة (عين جالوت) بفلسطين، وردّوهم على أعقابهم. ثم هاجم المغول بلاد الشام ثانية سنة (680 هـ في جيش كبير، فتصدى لهم السلطان المملوكي المنصور قَلاوُون في موقعة حمص وهزمهم. وعاد التتار إلى مهاجمة بلاد الشام بقيادة قازان سنة (699 هـ)، وهزموا المماليك في موقعة المروج بين حمص وحماه، ودخلوا دمشق، وعاثوا فيها فساداً.
وفي الوقت نفسه كان بعض الفرنجة ما زالوا يسيطرون على بعض المواقع في بلاد الشام، ولا سيما حصن المرقب في سوريا. وبعد أن انتصر السلطان قلاوون على المغول في موقعة حمص عزم على ضرب الفرنجة، فاتجه سنة (684 هـ) لمهاجمة الأسبتارية في حصن المرقب، واستعداداً لخطته الهجومية أجرى تغييرات في دمشق، فعزل الأمير سيف لدين طوغان عن ولاية دمشق، وولّى عليها الأمير ابن أبي الهيجاء، ثم توجّه إلى الديار المصرية.
وظل ابن أبي الهيجاء والياً على دمشق إلى أن توفي سنة (700 هـ / 1301 م)، وإن بقاءه والياً على دمشق طوال ربع قرن من الزمان، وفي عصر يموج بالأحداث العصيبة، وبالحروب ضد المغول والتتار شرقاً، وضد الفرنجة غرباً، دليل على أنه كان حاكماً مقتدراً في أزمنة السلم والحرب، كما أنه دليل على ثقة سلاطين المماليك به، ولا ننس أن بلاد الشام كانت الجناح الشرقي من السلطنة المملوكية، وكانت تمثّل العمق الإستراتيجي للسياسات المملوكية، ومن المفيد أن نتذكّر أيضاً أن إستراتيجية المماليك، كانت في جوانب كثيرة، امتداداً لاستراتيجية أساتذتهم الأيوبيين، وبما أن ابن أبي الهيجاء ظل والياً على دمشق عاصمة بلاد الشام تلك المدة الطويلة كان من الطبيعي أن يسهم إسهاماً كبيراً في صناعة الأحداث السياسية والعسكرية، وقد شارك بفعالية في الحرب ضد الفرنجة، حتى تم طردهم سنة (690 هـ / 1290 م) في عهد السلطان المملوكي الأشرف خليل بن المنصور قلاوون.

## منهجه في التأريخ
(تاريخ ابن أبي الهيجاء)، فقد ذكر العيني (ت 855 هـ) في كتابه (عقد الجمان، ج 4، ص 155) أن مؤرخنا «جمع مجلداً ابتدأ فيه من النبي عليه الصلاة والسلام إلى وقعة قازان». لكنه ركّز في تاريخه على الأحداث التي جرت من سنة (358 هـ) إلى سنة (522 هـ)، وصحيح أنه غطّى أهم الأحداث التي وقعت في تلك الفترة على ساحة جغرافية واسعة، تمتد من أفغانستان شرقاً إلى ليبيا غرباً، لكنه كان مهتماً على الغالب بالأحداث التي دارت في العراق وكردستان وبلاد الشام، باعتبار أن تلك البلاد كانت مسرحاً لأبرز الأحداث السياسية والعسكرية حينذاك، ومن أهمها العهد البويهي، ثم سقوط الدولة البويهية على أيدي السلاجقة، والحملات الفرنجية، ثم ظهور الزنكيين، والصراع ضد الفرنجة. 
ويقوم منهج ابن أبي الهيجاء التاريخي على التسجيل الحولي، وذكر الأحداث الصغرى، وبعض الوفيات في نهاية كل سنة. وقد استقى مادة كتابه من عشرات الكتب، وهذا دليل على سعة اطلاعه في مختلف الفنون الشرعية والأدبية والتاريخية، كما أنه استقاها من مؤرخين معاصرين له، ومنهم ابن خلِّكان، وحرص على تعليل بعض الظواهر، ونقد بعض الأخبار، ونقد سلوك بعض الناس. وقد توفي ابن أبي الهيجاء، كما سبق القول، سنة (700 هـ / 1301م)، وكان حينذاك قادماً إلى دمشق من مصر، ودفن في جبل قاسيون

## المصــادر
1. ↑  ياقوت الحموي: معجم البلدان، تحقيق فريد عبد العزيز الجندي، دار الكتب العلمية، بيروت، 1990.
2. ↑  اليونيني: ذيل مرآة الزمان، حيدر آباد، 1954م
3. ↑  ابن الأثير: الكامل في التاريخ، دار صادر، بيروت، 1975م، 1982م.
4. ↑  ابن أبي الهيجاء: تاريخ ابن أبي الهيجاء، تحقيق ودراسة الدكتور صبحي عبد المنعم محمد، رياض الصالحين للطباعة والنشر والتوزيع، مصر، الطبعة الأولى،
5. ↑  أبو حيان التوحيدي: الإمتاع والمؤانسة، تحقيق أحمد أمين وأحمد الزين، المكتبة العصرية، بيروت، 1970.
6. ↑  أبو شامة: عيون الروضتين في أخبار الدولتين، تحقيق أحمد البيسومي، منشورات وزارة الثقافة، دمشق، 1992م.
7. ↑  ابن شداد: النوادر السلطانية والمحاسن اليوسفية، تحقيق جمال الدين الشيّال، الدار المصرية للتأليف والترجمة، القاهرة، الطبعة الأولى، 1964م.
8. ↑  الصفدي: الوافي بالوفيات، فسبادن، ألمانيا، 1394 هـ
9. ↑  العيني: عقد الجمان في تاريخ أهل الزمان، الهيئة المصرية العامة للكتاب، القاهرة.
10. ↑  ابن كثير: البداية والنهاية، مكتبة المعارف، بيروت، 1977م.
11. ↑  المقريزي: كتاب السلوك لمعرفة دول الملوك، تحقيق الدكتور محمد مصطفى زيادة، دار الكتب المصرية، 1934 م.